# Aloe marlothii
El aloe de montaña (Aloe marlothii) es una especie de planta suculenta de aloe. Es endémica de Sudáfrica, aunque como planta ornamental se cultiva en muchos países.

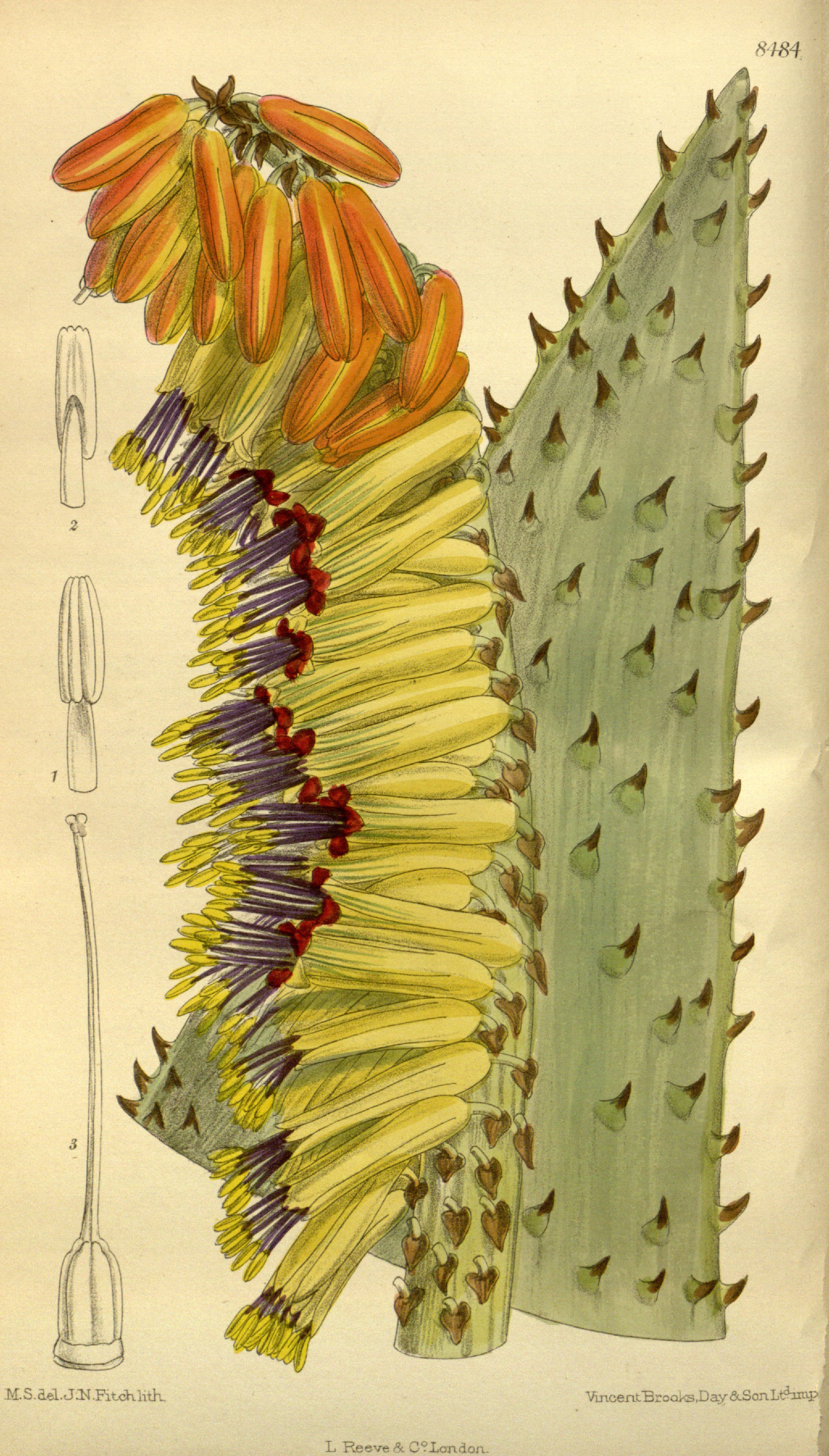
Ilustración

## Descripción
Es una planta suculenta con las hojas agrupadas en rosetas con tallo solitario que puede alcanzar los 8 metros de altura y 6 m de ancho. Las hojas son carnosas, largas, estrechas y lanceoladas de color verde a verde-grisáceo, la superficie de las hojas tienen espinos de color marrón-rojizos y los márgenes están armados con espinos rojizos. La inflorescencias en forma de racimos con flores tubulares de color amarillo brillante que se encuentran al final de un tallo, estos racimos son horizontales distinguiéndose de los demás áloes, ya que de esta forma solo lo comparte con Aloe ferox.

## Taxonomía
Aloe marlothii fue descrita por A.Berger y publicado en Botanische Jahrbücher für Systematik, Pflanzengeschichte und Pflanzengeographie 38: 87, en el año 1905.
Etimología
Ver: Aloe
marlothii: epíteto otorgado en honor del botánico y farmacéutico alemán Rudolf Marloth (1855–1931).
Variedades
- Aloe marlothii subsp. marlothii[5][2]